# アフリカ座
アフリカ座は日本の劇団。1997年1月に吉崎宏人により旗揚げされた。劇団理念は「とにかくアツい。油断すると喰われる」。2008年5月より中山浩が主宰を務める。

## 第1次アフリカ座

### 前身
- 1994年11月「夢巻品川心中」（オマケ上演：「短編・みなしごケン太」）（つかこうへい事務所・両国シアターχ）。この作品で後の主要メンバーとなる生方和代、中山浩、片岡宏一、大久保圭介などが参加。
- 1996年8月、「にせサザ江さん―早苗と政夫―」（北区つかこうへい劇団・両国シアターχ）。この作品で小川まゆみ（後の侑紗）が参加。また、作品は第40回岸田国士戯曲賞最終選考対象となる。（参照：“岸田国士戯曲賞受賞作・候補作一覧”. 2018年8月1日閲覧。）

### アフリカ座公演
- 1997年1月 - 「お七物語」（オマケ上演：「短編・ラーメン屋の生涯」）（銀座小劇場）※旗揚げ公演。
- 1997年8月 - 「渋谷爆発」（築地本願寺ブディストホール）
- 1998年9月 - 「夢巻品川心中'98」（王子小劇場（現・花まる学習会王子小劇場））
- 1998年9月 - 「以蔵のいちばん長い日～人を斬りたくなかった男～」（王子小劇場）
  - 王子小劇場アワード(現佐藤佐吉賞)の最優秀作品賞、最優秀脚本賞、最優秀演出賞(吉崎ひろと)、最優秀主演男優賞(佐藤和久)、最優秀主演女優賞（生方和代）、最優秀助演賞(中山浩)、優秀助演女優賞（小川侑紗）など各賞を受賞。
- 1998年12月 - 「以蔵のいちばん長い日」（オマケ上演：「生方和代・歌謡ショー」）（群馬県共愛学園ホール）
  - この群馬公演をもって第一次アフリカ座はいったん解散したが、2008年に中心メンバーであった中山浩が新たな座長として、メンバーも一新し活動を再開させ、現在に至る。

### 第1次アフリカ座の主なメンバー
- 吉崎宏人（吉崎ひろと）。作・演出。
- 生方和代
- 中山浩
- 佐藤和久
- 片岡宏一
- 小川侑紗
- 大久保圭介
- 池田健太郎
- 外谷俊弥
- 津原弾